# Stupid Love
Stupid Love is een nummer van de Amerikaanse zangeres Lady Gaga. Het nummer werd gelekt in januari 2020, voordat het officieel werd uitgebracht samen met een videoclip op 28 februari 2020, als eerste single van Gaga's aankomende zesde studioalbum, Chromatica (2020). 

## Achtergrond
Stupid Love wordt gezien als Gaga's terugkeer naar het dance-pop-genre, met invloeden van elektronische en dansbare discomuziek. De videoclip kwam net zoals de single op 28 februari 2020 uit. De videoclip werd volledig gefilmd met een iPhone 11 Pro. Na het uitbrengen van de single kondigde Gaga ook een eerste deel van haar wereldtournee aan.